# 高橋伸一郎
高橋 伸一郎 （たかはし しんいちろう）は、日本の内分泌学者。専門は分子内分泌学。東京大学大学院農学生命科学研究科教授。ノボ ノルディスク成長・発達研究賞等受賞。

## 人物・経歴
父は植物学者。アメリカ合衆国ノースカロライナ州チャペルヒル出身。東京都立西高等学校を経て、1982年東京農工大学農学部農芸化学科卒業。1987年東京大学大学院農学系研究科農芸化学専門課程博士課程修了、東京農工大学農学部農芸化学科生物化学講座助手。1988年ノースカロライナ大学チャペルヒル校医学部小児内分泌学研究室客員研究員。1990年東京大学農学部農芸化学科栄養化学研究室助教授。1992年成長科学協会成長ホルモン研究奨励賞受賞。1994年東京大学大学院農学生命科学研究科応用動物科学専攻動物細胞制御学研究室助教授。2001年文部科学省研究振興局学術調査官。2007年東京大学大学院農学生命科学研究科応用動物科学専攻動物細胞制御学研究室准教授。同年ノボ ノルディスク成長・発達研究賞受賞。2018年東京大学大学院農学生命科学研究科応用動物科学専攻高次生体制御学講座動物細胞制御学研究室教授。専門は分子内分泌学。